# Plutónio no ambiente
O plutónio é um metal radioativo cinza-prateado, utilizado essencialmente na fabricação de armas nucleares.
A grande fonte de libertação de plutónio na natureza é resultante da atividade humana, em especial os testes nucleares, fugas em reactores nucleares e instalações de pesquisa.